# Wales damlandslag i fotboll
Wales damlandslag i fotboll representerar Wales på damsidan och ligger för närvarande på 30:e plats på Fifas världsranking för damer. De har aldrig kvalat in till VM eller OS. Wales kvalade in till sitt första EM-slutspel genom att kvalificera sig till Europamästerskapet i Schweiz 2025.
I kvalet till VM 2011 lottades man i samma grupp som Azerbajdzjan, Belgien, Sverige och Tjeckien.